# Helmer Stenros

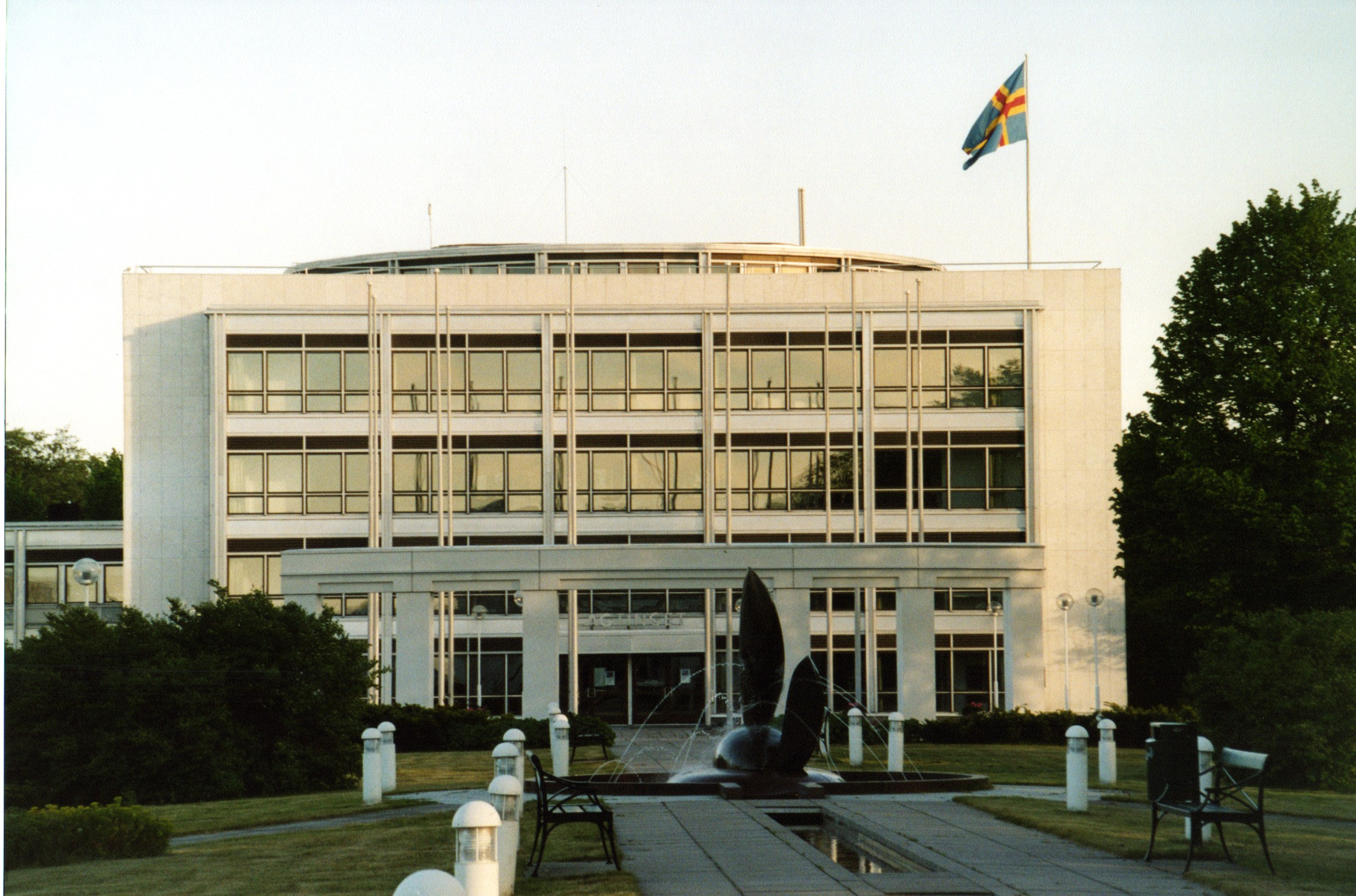
het Ålandse parlementsgebouw

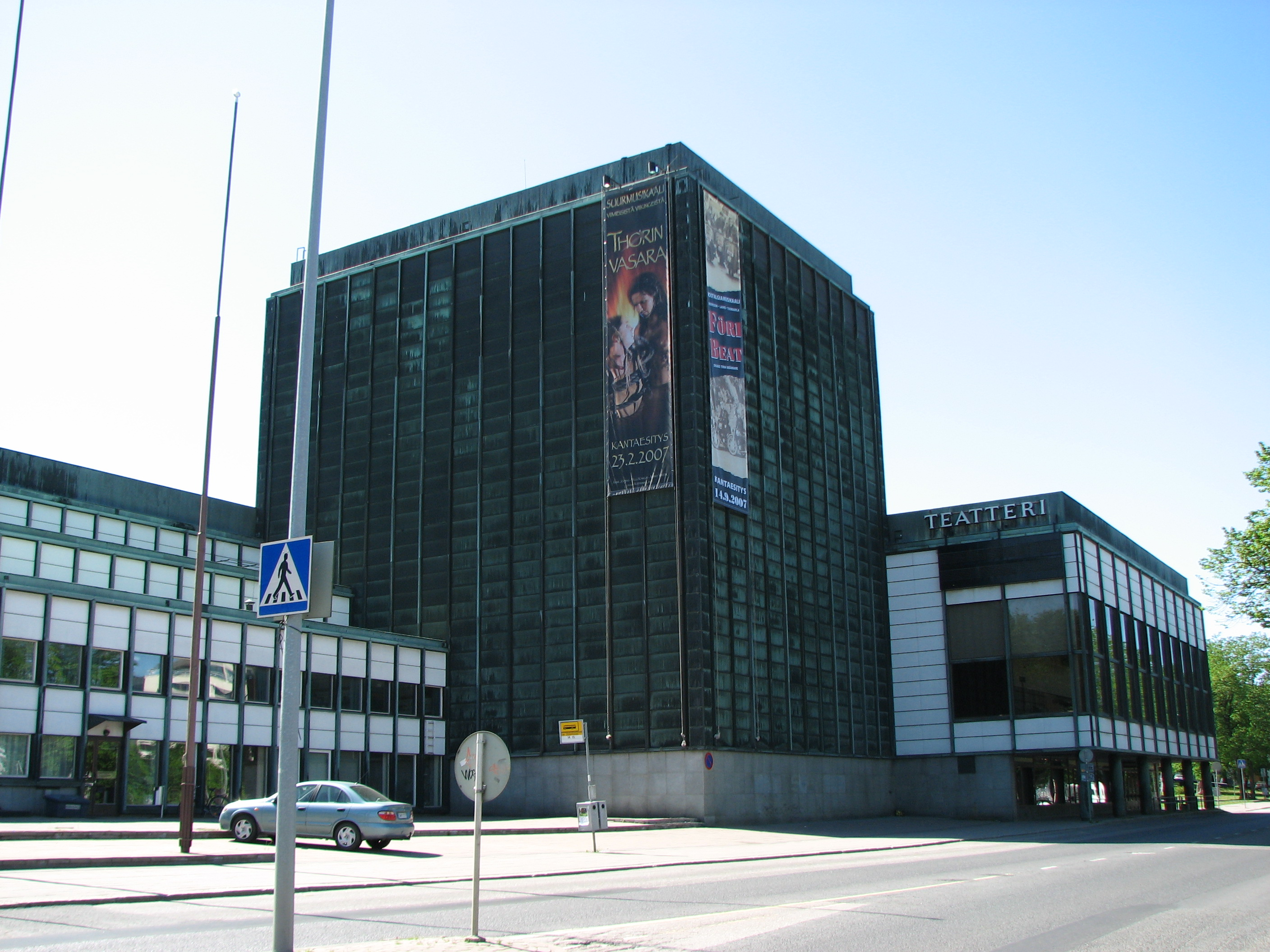
de stadsschouwburg van Turku, ontworpen door Helmer Stenros en Risto-Veikko Luukkonen

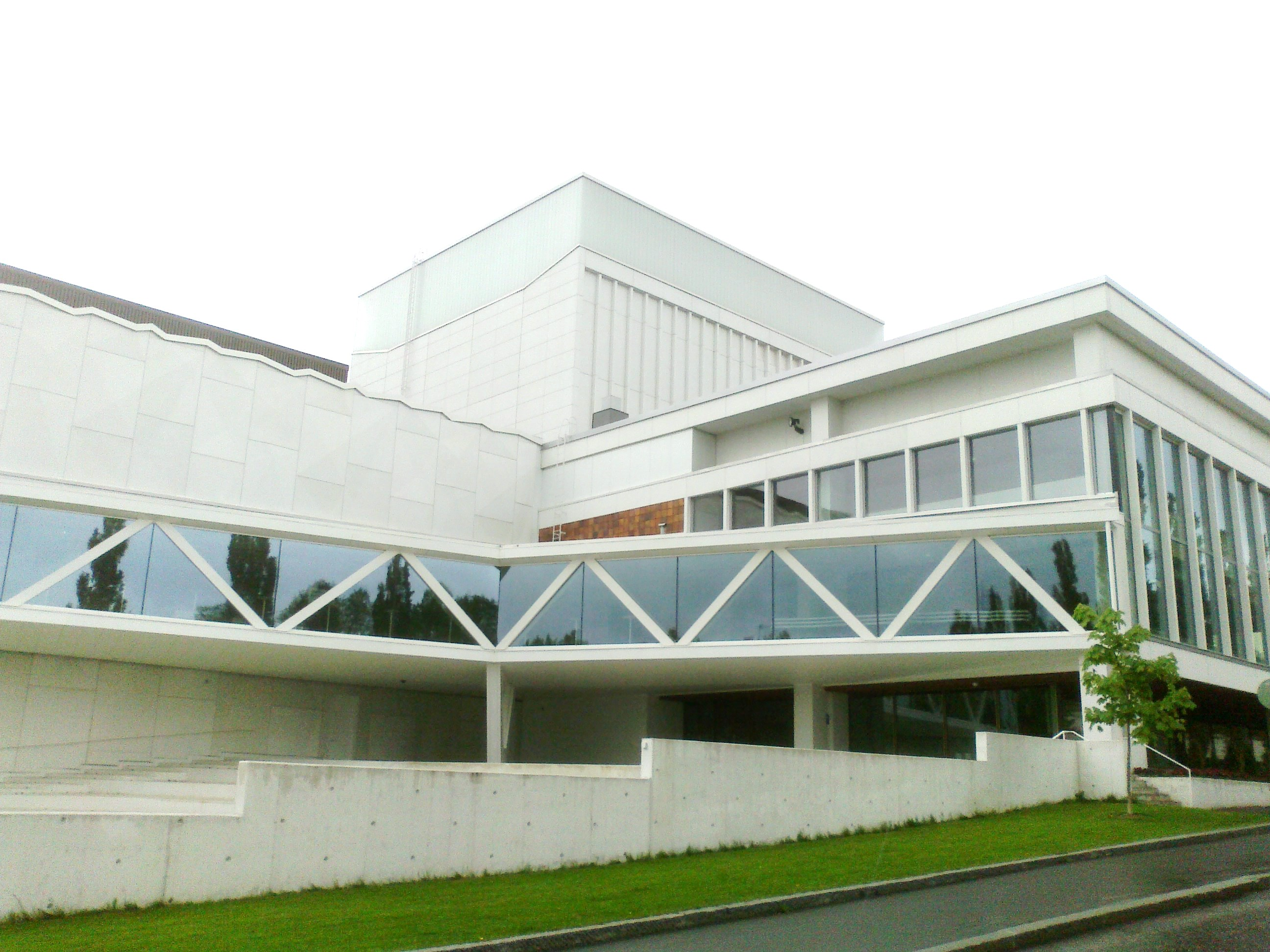
de schouwburg van Kuopio

Helmer Erik Stenros (Pyhtää, 24 juli 1929) is een Fins architect. Hij is getrouwd met de binnenhuisarchitecte Pirkko Stenros.
Helmer Stenros studeerde in 1955 af aan de Technische Universiteit Helsinki en heeft sinds 1957 zijn eigen architectenbureau. Van 1959-1961 was hij vakdocent aan de Technische Universiteit van Helsinki, van 1969-1971 waarnemend hoogleraar architectuur aan de Technische Universiteit Tampere en van 1971-1992 was hij daar gewoon hoogleraar.

## Selectie van zijn werken
- het Aannemershuis in Helsinki, 1961-1965
- de stadsschouwburg van Turku (samen met Risto-Veikko Luukkonen en Aarne Hytönen), 1962
- de stadsschouwburg van Kuopio (samen met Risto-Veikko Luukkonen), 1963
- de kanselarij van Turku (samen met Risto-Veikko Luukkonen), 1967
- het cursuscentrum van de winkelketen Alkos in de wijk Vuosaari in Helsinki, 1970
- het Arkipelag-hotel in Mariehamn, 1973
- het parlementsgebouw van Mariehamn (Självstyrelsegården), 1978
- het Ålands museum en Ålands kunstmuseum, 1981

- International Standard Name Identifier: 0000 0000 2941 8575
- Library of Congress Control Number: n92032426
- Union List of Artist Names: 500108826
- Virtual International Authority File: 58270379